# Prosopocera peeli
Prosopocera peeli là một loài bọ cánh cứng trong họ Cerambycidae.